# Scott Pelley

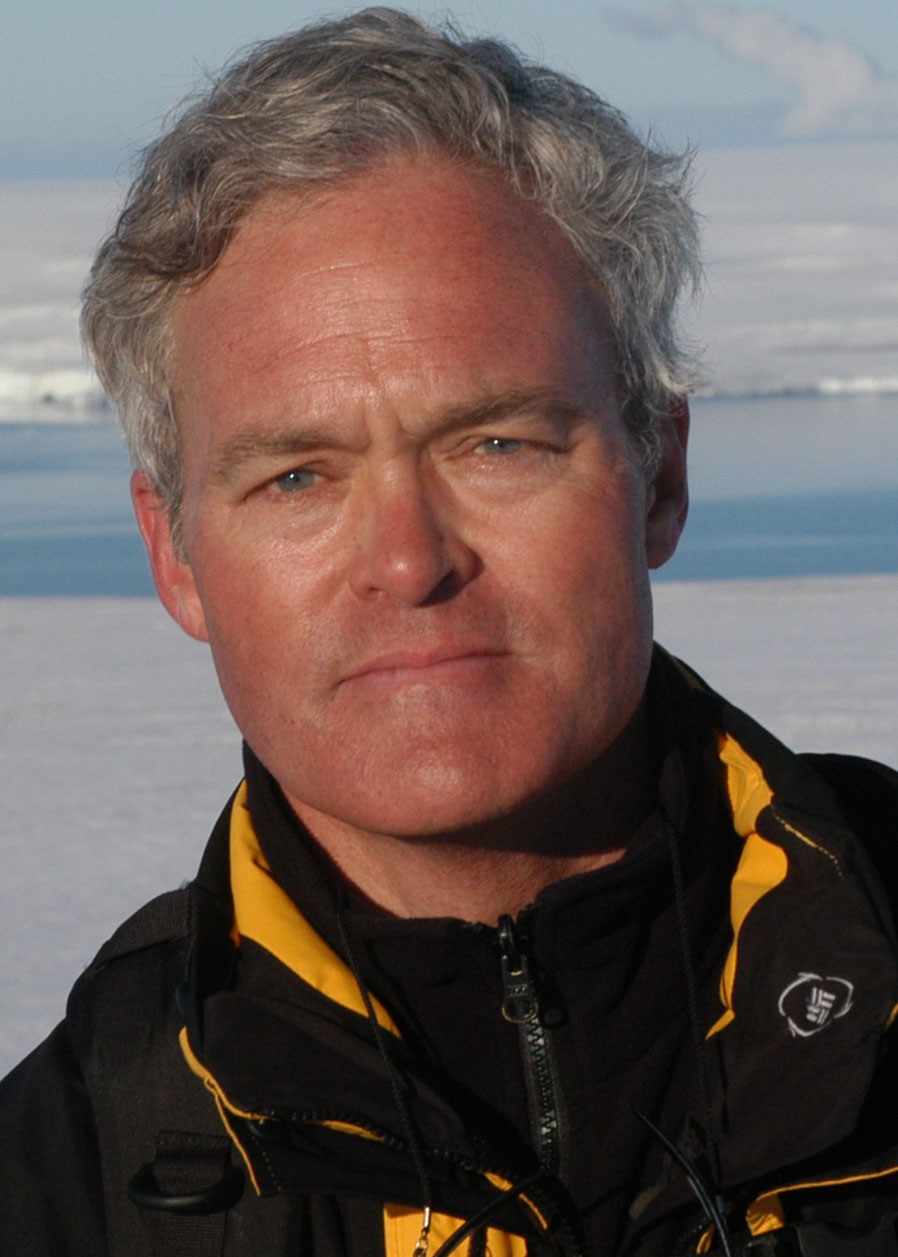
Scott Pelley 2007

Scott Pelley (* 28. Juli 1957 in San Antonio, Texas) ist ein US-amerikanischer Fernsehjournalist, der zurzeit als Chefmoderator der Hauptnachrichtensendung „CBS Evening News“ sowie als Korrespondent für das Nachrichtenmagazin 60 Minutes der CBS Corporation arbeitet.

## Biografie
Pelley wurde in San Antonio im Bundesstaat Texas geboren, wuchs allerdings in Lubbock auf. Dort erhielt er als 15-Jähriger seinen ersten Job bei der Lubbock Avalanche-Journal. Nach Abschluss der Schule studierte er Journalismus an der Texas Tech University. Pelley ist verheiratet und hat zwei Kinder.
Pelley erste journalistische Tätigkeit begann 1975 beim Fernsehsender KSEL-TV in Lubbock. Von dort wechselte er 1978 zu KXAS (NBC) in Dallas-Fort Worth, um 1982 wiederum zu WFAA (ABC) zu wechseln. Dort blieb er sieben Jahre. Pelleys Reportagen über guatemaltekischen Flüchtlinge, die im abgelegenen Dschungel Mexikos lebten, weckte die Aufmerksamkeit des Senders CBS News. Es sollte allerdings noch vier Jahre dauern, bis Pelly zur CBS wechseln sollte.
Pelleys Karriere bei CBS begann 1989 in New York City. Später wechselte er zurück nach Dallas, um von dort landesweite Berichterstattungen zu machen. Pelley berichtete über den zweiten Golfkrieg aus Bagdad und zog dann mit dem XVIII Airborne Corps, als dieses gegen den Irak zur Befreiung Kuwaits vorstieß. 1992 berichtete er von den Kampagnen anlässlich der Präsidentschaftskandidaturen von Ross Perot und Bill Clinton, 1993 über den ersten Bombenanschlag auf das World Trade Center und die Belagerung der Davidianer bei Waco sowie den Bombenanschlag in Oklahoma City.

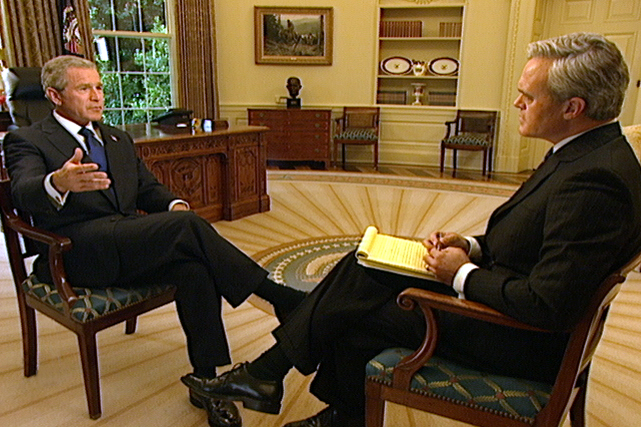
Scott Pelley im Interview mit George W. Bush im Oval Office

Pelley wurde ab 1997 CBS' Chefkorrespondent im Weißen Haus, bis er 1999 wieder abgelöst wurde. In dieser Zeit berichtete er über das Impeachment-Verfahren gegen den Präsidenten Bill Clinton durch das Repräsentantenhaus. Im Rahmen seiner Berichterstattung konnte Pelley als erster die Nachricht verkünden, dann Monica Lewinsky bereit war, als Zeugin vor dem Ausschuss auszusagen. Er berichtete kurze zeit später auch über Clintons Vorladung vor die Grand Jury. Im Jahre 2001 interviewte er Clinton im Nachgang zu den Terroranschlägen vom 11. September 2001.
1999 verließ Pelley das White House, um kurz nach dessen Erstsendung zum Team der Sendung 60 Minutes II zu stoßen. Pelley konnte 2000 das erste Interview mit dem frischgewählten Präsidenten George W. Bush führen. Am Morgen des 11. September 2001 berichtete Pelley aus New York City direkt über die einstürzenden Wolkenkratzer des World Trade Centers.
Nachdem 2004 60 Minutes II eingestellt worden war, wechselte er zur sonntäglichen Hauptausgabe des Nachrichtenmagazins.
Im Juni 2011 übernahm er die Moderation der Hauptnachrichtensendung „CBS Evening News“.

## Auszeichnungen

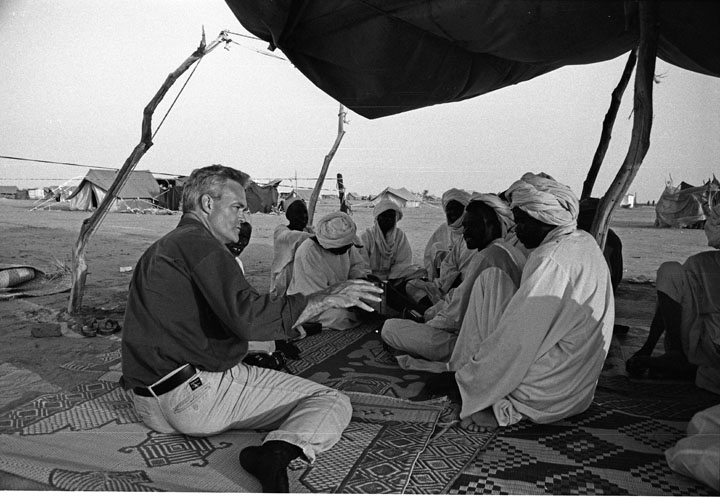
Scott Pelley im Sudan

Pelley hat aus vielen Kriegsgebieten berichtet, darunter das ehemalige Jugoslawien und Afghanistan aus der Nach-Taliban-Zeit. 2003 sprachen sich Pelley und sein Team von 60 Minutes-Team gegen die Option eines Embedded Journalist des Pentagons aus und berichteten unabhängig über die Invasion des Irak. Im Jahr 2006 und 2007 verfasste er Berichte über den Genozid in der sudanesischen Region Darfur. Für diesen Bericht wurde er mit einem Emmy ausgezeichnet.
Pelleys Reportage über zivile Opfer während Kampfhandlungen der Marines in der irakischen Stadt Haditha wurde 2007 mit einem George Foster Peabody Award ausgezeichnet.
1999 erhielt er für seine Reportage über Kindersklaven in Indien den Investigative Reporters and Editors Award.
Darüber hinaus wurde er sechsfach mit einem Emmy Award, dem Edward R. Murrow Award und dem Writers Guild of America Award ausgezeichnet.